# Narudża
Narudża – osiedle typu miejskiego w Gruzji, w regionie Guria. W 2014 roku liczyło 2148 mieszkańców.